# УСТ Чайка (Нюрнберг)
УСТ «Чайка» (Українське Спортове Товариство «Чайка») — українське спортивне товариство з німецького міста Нюрнберг.
Засноване 6 березня 1947 року в українському таборі «Конґрес» в Нюрнберзі (530 осіб, 42 членів) за ініціативою культурно-освітного референта табору Ярослава Кривого. Головою став директор Осип Найдук, а з червня 1947 року інж. Михайло Яремко.
Товариство було діяльним тільки в секції футболу, а команда змагалася в обласній лізі й зіграла 39 матчів. Секції волейболу чоловіків, настільного тенісу та шахів вели вправи та не відбули жодних змагань.